# Grand Hotel Palace Rome
Le Grand Hôtel Palace est situé dans la célèbre Via Veneto à Rome. Il a été fondé par le propriétaire milanais Gino Clerici sous le nom d'Hôtel Ambasciatori Palace en 1927, comme hôtel de luxe, probablement le plus luxueux de l'époque dans la capitale. Basé sur une conception initiale de Carlo Busiri Vici qui réalise le premier étage, il est achevé par Marcello Piacentini, dont il s'agit d'un des chefs-d'œuvre. En 2014, l'hôtel est vendu par le groupe Boscolo au groupe britannique Millennium.

## Description
L'hôtel, situé en face de l'ambassade des États-Unis, est reconnaissable à sa façade incurvée en travertin et pierre. Il est construit dans le style moderniste romain et marque la transition de l'Art nouveau à l'Art déco. Certains intérieurs ont été décorés par le peintre Guido Cadorin, inspiré par la Venise du XVIIIe siècle, considéré comme le dernier cycle de fresques de la peinture moderne commandé par des particuliers. Ces mêmes fresques qui représentaient des personnalités marquantes des vingt années du fascisme (dont Gino Clerici et son épouse, Marcello Piacentini avec sa famille ; Gio Ponti et Margherita Sarfatti, amante du Duce), furent cependant cachées quatre mois seulement après l'inauguration, pour redevenir visibles à la fin de la guerre. L'hôtel a ensuite été divisé en Grand Hotel Palace et Ambasciatori Palace. L'hôtel a été magnifiquement restauré par l’architecte Italo Rota en 2010, alliant le design original à la modernité du XXIe siècle.